# Altes Rathaus (Dachau)

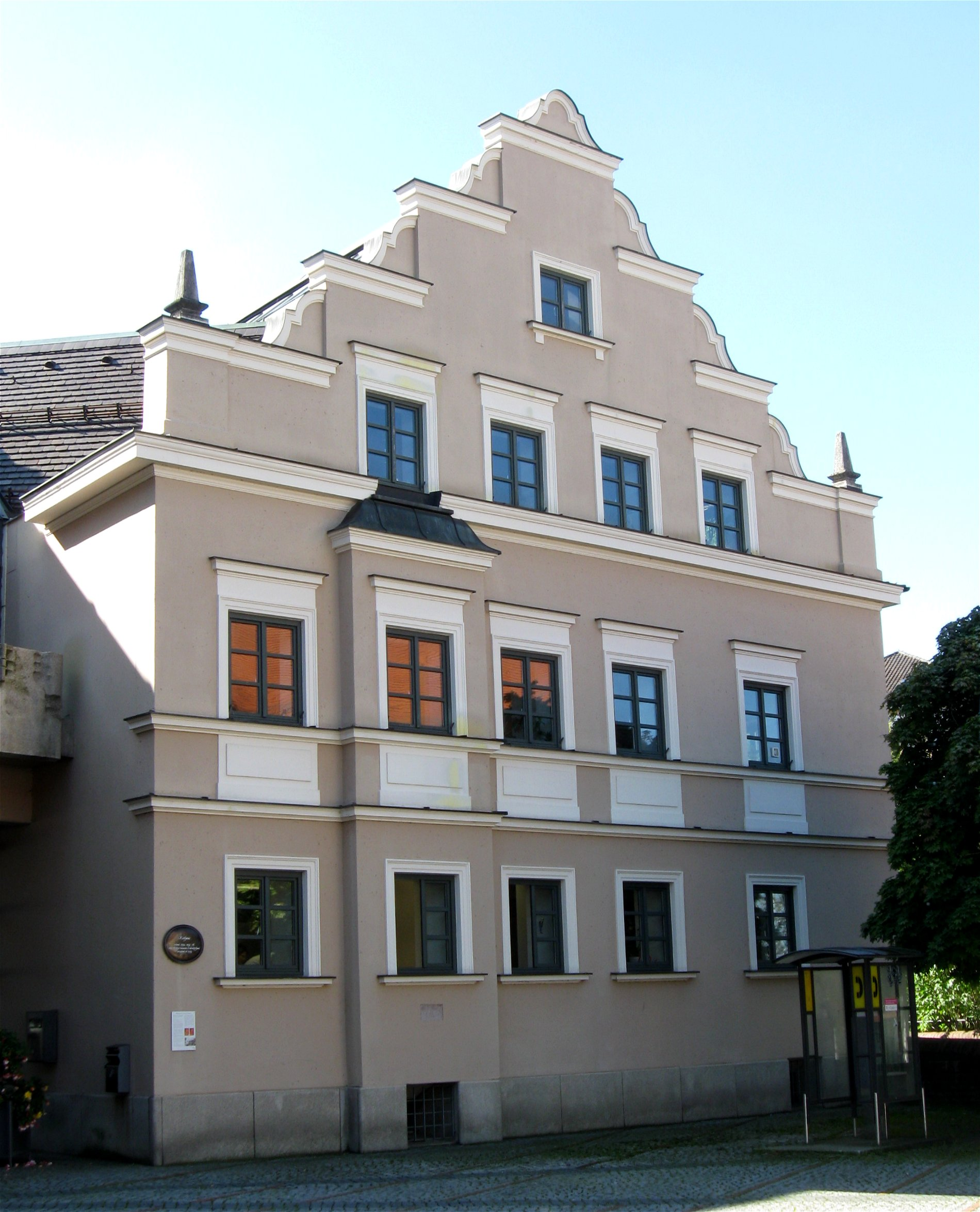
Altes Rathaus in Dachau

Das Alte Rathaus in Dachau, einer Stadt im oberbayerischen Landkreis Dachau, wurde 1934/35 errichtet. Das Rathaus im Stil des Historismus an der Konrad-Adenauer-Straße 6 ist ein geschütztes Baudenkmal. 
Der zweigeschossige Satteldachbau mit Staffelgiebel und flachem Erker lehnt sich an die Formen des abgebrochenen Vorgängerbaus an. Die Kassettendecke von 1614/15 wurde übernommen.      